# Christian Rehtanz
Christian Rehtanz (* 6. September 1968) ist Professor für Energiesysteme und Energiewirtschaft an der Technischen Universität Dortmund.

## Leben
Christian Rehtanz studierte Elektrotechnik an der Technischen Universität Dortmund (damals Universität Dortmund). Von 1994 bis 2000 war er wissenschaftlicher Mitarbeiter und wissenschaftlicher Assistent an der Technischen Universität Dortmund. 1997 wurde er mit einer Arbeit über Energiespeicher zur Verbesserung der Spannungsstabilität in elektrischen Energieübertragungssystemen zum Dr.-Ing. promoviert. Er habilitierte sich im September 2002 an der ETH Zürich und erwarb die venia legendi auf dem Gebiet Systeme in der elektrischen Energieversorgung.
Rehtanz war seit 2000 im ABB-Forschungszentrum in Baden-Dättwil, Schweiz tätig. 2003 wechselte er als Technology Manager und Mitglied der Geschäftsleitung in das weltweit tätige ABB-Geschäftsgebiet Power Systems. Von 2005 bis Anfang 2007 gründete und leitete er als Direktor das neue ABB-Forschungszentrum in China mit den Standorten Beijing und Shanghai. Seit März 2007 ist er Inhaber des Lehrstuhls für Energiesysteme und Energiewirtschaft der Technischen Universität Dortmund. Seit September 2011 leitet er das neu gegründete ie3 – Institut für Energiesysteme, Energieeffizienz und Energiewirtschaft der Technischen Universität Dortmund und war von 2016 bis 2020 Dekan der Fakultät für Elektro- und Informationstechnik.
Er ist ordentliches Mitglied der Berlin-Brandenburgischen Akademie der Wissenschaften, ist seit 2010 Adjunct Professor der Hunan Univ. (Changsha / China), war von 2013 bis 2018 Honorarprofessor der Univ. of Queensland (Brisbane/Australien) und war von 2016 bis 2019 Advisory Professor an der Hohai Univ. (Nanjing / China). Seit 1991 ist er Mitglied der katholischen Studentenverbindung KDStV Angrivaria Dortmund.

## Wirken
Die Forschungsinteressen von Christian Rehtanz liegen im Bereich von elektrischen Energieübertragungssystemen mit den Schwerpunkten der Integration neuer Komponenten wie z. B. leistungselektronischer Netzregler und Speicher, der Auslegung und Planung, sowie der informations- und regelungstechnischen Überwachung und Steuerung von Energienetzen. Systemtechnische Aspekte einschließlich der Energiemarktintegration stehen hierbei im Vordergrund.
Er ist Autor von mehr als 400 wissenschaftlichen Publikationen, fünf Büchern sowie mehr als 20 Patenten und Patentanmeldungen.
Während seiner Zeit bei ABB hat er unter anderem das grundlegende Design und Algorithmen für das erste kommerzielle Weitbereichsmess-, Regel- und Schutzsystem basierend auf zeitsynchronisierten Zeigermessungen entworfen, wofür er den „World Top 100 Young Innovators Award 2003“ des Massachusetts Institute of Technology (MIT) bekam.

## Schriften (Auswahl)
- Intelligente Systeme in der elektrischen Energieversorgung, VDI-Verlag, 2002, ISBN 3-18-333321-X
- Autonomous Systems and Intelligent Agents in Power System Control and Operation, Springer-Verlag, Berlin, 2003, ISBN 978-3-540-40202-2
- Flexible AC Transmission Systems: Modelling and Control, Springer-Verlag, Berlin, 2006, ISBN 3-540-30606-4, zusammen mit X. Zhang und B. Pal
- Monitoring, Control and Protection of Interconnected Power Systems, Springer-Verlag, Berlin, 2014, ISBN 978-3-642-53848-3, zusammen mit U. Häger und N. Voropai